# Dynamische Dokumentengenerierung
| Logo auf den Entscheidungen des Bundesgerichtshofs | |
| Bundesgerichtshof                                  | |
| Aktenzeichen                                       | Xa ZB 20/08 |
| Paragraphen                                        | § 1 Abs. 3 Nr. 3, Abs. 4 PatG § 1 Abs. 1 PatG |
| Stichworte                                         | Technizität |
| zitierte Entscheidungen                            | BGH Seitenpuffer BGH Chinesische Schriftzeichen (Beschluss) BGH Steuerungseinrichtung für Untersuchungsmodalitäten BGH Sprachanalyseeinrichtung BGH Glasflaschenanalysesystem BGH Suche fehlerhafter Zeichenketten BGH Elektronischer Zahlungsverkehr BGH Rentabilitätsermittlung BGH Anbieten interaktiver Hilfe EPA T 0258/03 BGH Dreinahtschlauchfolienbeutel |
| Bundespatentgericht                                | |
| Aktenzeichen                                       | 17 W (pat) 71/04 |
| Paragraphen                                        | § 1 Abs. 1 PatG |
| zitierte Entscheidungen                            | BGH Seitenpuffer BGH Anbieten interaktiver Hilfe (Beschluss) BGH Antiblockiersystem (Beschluss) BGH Logikverifikation (Beschluss) BGH Rentabilitätsermittlung (Beschluss) BGH Suche fehlerhafter Zeichenketten (Beschluss) BPatG Systemansprüche (Beschluss) |
| DPMA                                               | |
| Aktenzeichen                                       | DE 102 32 674.6-53 |
| Paragraphen                                        | § 4 PatG |

Der Beschluss Dynamische Dokumentengenerierung des Bundesgerichtshofs (BGH) vom 22. April 2010 (Az. Xa ZB 20/08) bejaht die Patentierbarkeit eines Ablaufs eines Datenverarbeitungsprogramms, das zur Lösung eines Problems eingesetzt wird, das durch technische Gegebenheiten außerhalb der Datenverarbeitungsanlage bestimmt wird oder wenn die Lösung gerade darin besteht, ein Datenverarbeitungsprogramm so auszugestalten, dass es auf die technischen Gegebenheiten der Datenverarbeitungsanlage Rücksicht nimmt (Leitsatz).

## Sachverhalt
Die deutsche Patentanmeldung DE 102 32 674 mit Prioritätstag 29. Mai 2002 betrifft ein Verfahren zur dynamischen Generierung strukturierter Dokumente. Mit dem beanspruchten Verfahren soll es in einer Client-Server-Umgebung ermöglicht werden, Java Serverseiten auch auf einem Rechner umzusetzen, auf dem keine Java Virtual Machine installiert ist, sondern eine angepasste Laufzeitumgebung, die weniger Rechenkapazität oder Speicherplatz benötigt.
Der Prüfer des DPMA wies die Anmeldung am 18. Mai 2004 zurück, mangels erfinderischer Tätigkeit gegenüber.
Das Bundespatentgericht hat die Beschwerde unter Bezug auf den BGH-Beschluss Seitenpuffer mangels technischem Charakter zurückgewiesen, weil keine technischen Modifikationen der zur Ausführung der Lehre verwendeten Mittel erkennbar sind. Auf die weitreichenden Folgen einer grundsätzlichen Anerkennung einer Optimierung der systemnahen Software als technische Erfindung wies das BPatG explizit hin.
Diese Anerkennung als technische Lehre, die als Erfindung grundsätzlich dem Patentschutz zugänglich ist, hat der BGH unter Bezug auf den Beschluss Seitenpuffer gefällt, obwohl der damaligen Seitenpufferanmeldung von 1975 (noch vor Inkrafttreten des EPÜ 1973 im Jahr 1977) das Patentgesetz von 1968 zu Grunde lag, das den Ausschluss von Computerprogrammen nicht kannte.

## Bedeutung
Erste Reaktion auf den Beschluss waren sich einig, dass mit diesem Beschluss die Tür für die Patentierung von Software weit aufgestoßen wurde. Florian Müller erklärte dazu: „Wenn Sie Ihren Job als Softwareentwickler korrekt erledigen, kreieren Sie ununterbrochen patentierbare Verfahren“. Der BGH hat mit diesem Beschluss faktisch in Form eines obiter dictums für die Softwarepatentierung durchentschieden, was weltweit seit Jahren höchst umstritten diskutiert wird.
Der BGH liegt mit dem Urteil auf der Linie der Beschwerdekammern des Europäischen Patentamts. Deren Rechtsprechung sieht eine geringe Schwelle für das Vorliegen von Technizität vor. Allerdings werden nur technische Merkmale bei der Prüfung auf erfinderische Tätigkeit berücksichtigt. Nachdem der BGH in der Sache nicht entschieden hat, ist abzuwarten, ob das Bundespatentgericht die Beschwerde zurückweist und wie das DPMA das Fehlen erfinderischer Tätigkeit begründet.

## Erste Kommentierungen
- Stefan Krempl: Bundesgerichtshof ebnet Weg für Softwarepatente. 19. Mai 2010 (heise.de [abgerufen am 19. Mai 2010]).
- Axel H. Horns: German Supreme Court on Patents on Computer-Implemented Inventions. 19. Mai 2010 (ipjur.com [abgerufen am 21. Mai 2010]).
- Hans-Joachim Baader: Softwarepatent vom Bundesgerichtshof zugelassen. 19. Mai 2010 (pro-linux.de [abgerufen am 21. Mai 2010]).
- Robert A. Gehring: Freie Bahn für Softwarepatente. 20. Mai 2010 (golem.de [abgerufen am 21. Mai 2010]).
- Stefan Krempl: BGH-Urteil zu Softwarepatenten stößt auf viel Kritik. 20. Mai 2010 (heise.de [abgerufen am 21. Mai 2010]).
- Lutz Poessneck: BGH-Urteil könnte Software-Patente erleichtern. 20. Mai 2010 (silicon.de [abgerufen am 21. Mai 2010]).
- Manfred Kohlen: Deutschland wird jetzt Paradies für Patent-Trolle. 20. Mai 2010 (theinquirer.de [abgerufen am 21. Mai 2010]).
- beck-aktuell-Redaktion: BGH: Verfahren zur dynamischen Generierung strukturierter Dokumente in Client-Server-System kann patentierbar sein. 25. Mai 2010 (beck-aktuell.beck.de [abgerufen am 28. Mai 2010]).
- Volker Metzler: Decision Xa ZB 20/08 of Federal Court of Justice (BGH) on Software-Implemented Invention Controversially Discussed. 30. Mai 2010 (visaepatentes.com [abgerufen am 9. Juni 2010]).
- Rob Harrison: Flooding Germany with Software Patents? 23. Mai 2010 (tangible-ip.com [abgerufen am 9. Juni 2010]).
- Harald Talarczyk: Bundesgerichtshof öffnet die Tore für Patentierung von Software. (blog.1und1.de).
- Aufgepasst – Softwarepatente sind da! (spielerecht.de).
- Neues BGH-Urteil zum Softwarepatent sorgt für Aufregung. (der-softwareentwickler-blog.de).
- Wie weit dürfen Software-Patente gehen? (compboard.de).
- BGH-Urteil könnte Softwarepatente erleichtern. (zdnet.de).
- Swen Kiesewetter-Köbinger: Anmerkungen zu neuesten Softwarepatententscheidungen EPA G_3/08 und BGH, Beschl. v. 22. April 2010 – Dynamische Dokumentengenerierung. In: GB – Der Grüne Bote. Band 3, Juli 2010, S. 201–206 (recht.uni-jena.de [PDF; abgerufen am 15. Juli 2010]).
- Stefan Krempl: Patentsystem im Umbruch – Patente auf Software und Geschäftsmethoden bleiben umstritten. In: c’t. Band 18, September 2010 (heise.de [abgerufen am 20. September 2010]).
- Fritz Teufel: Aktuelles aus dem Bereich Softwarepatentierung. In: Mitteilungen der deutschen Patentanwälte. Nr. 9, 2010, S. 405–417 (heymanns.com).
- Christopher Weber: Is Germany clearing the way for software patents? 20. Dezember 2010 (twobirds.com [abgerufen am 21. Dezember 2010]).